# Хустисіалістська партія
Хустисіалістська партія (ісп. Partido Justicialista ісп. вимова: [paɾˈtiðo xustisjaˈlista], PJ) — пероністська політична партія в Аргентині, основна політична сила пероністського руху.

## Історія
Хустисіалістська партія була заснована у 1946 році Хуаном та Евітою Перонами. Політика, яку провадить партія базується на принципах збереження державного суверенітету, прагнення до економічної незалежності Аргентини і створення соціально-справедливого суспільства.
Опираючись на політику, яку підтримував Хуан Перон як президент Аргентини, платформа партії з самого початку була орієнтована на популізм, а її найбільш послідовною базою підтримки в минулому була CGT, найбільша профспілка Аргентини. Перон розпорядився провести масову націоналізацію державних послуг, стратегічних галузей та критичного сектора експорту сільськогосподарської продукції, прийнявши прогресивні закони про працю та соціальні реформи, а також прискоривши інвестиції в громадські роботи.
Його перебування на посаді також сприяло технічним школам, в той же час він переслідував співробітників університетів, та сприяло урбанізації, оскільки це підняло податки на аграрний сектор. Ці тенденції принесли перонізму лояльність більшої частини робочого і нижчого класів, але допомогли відштовхнути верстви суспільства вищого та середнього класу. Цензура та репресії посилилися, і після втрати підтримки з боку впливової католицької церкви Перон був в кінцевому підсумку повалений в результаті перевороту 1955 року.

## Політична роль
Чинний президент Альберто Фернандес, а також колишні Крістіна Фернандес де Кіршнер, Карлос Менем та Едуардо Дуальде були членами партії. В аргентинській Палаті депутатів партія має 91 з 257 місць, а також більшість у Сенаті.